# Dylan Wang
Dylan Wang, pseudonimo di Wang Hedi (王鹤棣S, Wáng Hè DìP; Leshan, 20 dicembre 1998), è un attore e cantante cinese.
Wang Hedi, conosciuto anche come Dylan Wang, è un attore e cantante cinese. È noto per il suo ruolo di debutto come Daoming Si nel remake del 2018 di Meteor Garden, che lo ha portato alla fama in Cina e in tutta l'Asia, e per il suo ruolo di svolta come Dongfang Qingcang in Love Between Fairy and Devil (2022).

## Biografia
Nato il 20 dicembre 1998 a Leshan, nella provincia del Sichuan, è cresciuto in una comunità per i dipendenti di un'azienda farmaceutica locale, Sichuan Long March Pharmaceuticals. Successivamente, la sua famiglia ha gestito un negozio di spiedini fritti. Fin da giovane ha sviluppato una passione per le arti marziali occidentali, praticando boxe francese Savate e pugilato e un grande amore per il basket dove ha idolatrato LeBron James. A 14 anni si è trasferito a Chengdu per frequentare.

## Carriera

### 2016-2017: Inizi
Nel 2016, Dylan ha vinto il campionato generale al "Sichuan Campus Celebrity Festival" (四川校园红人盛典), una cerimonia sponsorizzata da diverse università e college, entrando ufficialmente nell'industria dello spettacolo..
Nel giugno 2017, Dylan ha partecipato al programma varietà di Youku, Super Idol, ospitato da He Jiong, e ne è uscito vincitore finale. Durante questo periodo, è stato scelto da Angie Chai per interpretare il ruolo del protagonista maschile nell'adattamento del 2018 di Meteor Garden.

### Dal 2018: Popolarità in aumento
Dylan è diventato famoso con il suo ruolo di Daoming Si nel remake del 2018 di Meteor Garden, basato sul manga giapponese Kkotboda namja (花より男子 Hana Yori Dango) di Yōko Kamio. Questo ruolo lo ha portato alla notorietà in tutta la Cina e nel Sud-est asiatico. Lo show è stato trasmesso su Hunan TV in Cina e su Netflix per il pubblico internazionale, permettendogli di ottenere popolarità nel Sud-est asiatico e in altre parti del mondo.
Nello stesso anno, Wang è apparso in vari programmi televisivi come The Inn e ha partecipato a tornei di basket per celebrità.
Nel 2019, è stato scelto per recitare in due drammi, Youth in the Flames of War e Ever Night stagione 2. Nel maggio 2019 ha trascorso una settimana a Taormina, in Sicilia, per registrare le puntate della serie televisiva cinese Chinese Restaurant. Ha anche partecipato ai programmi di varietà culturale The Summer Palace e al programma per celebrità The Irresistible, entrambi trasmessi nel 2020.
Nel 2021, ha recitato nel dramma romantico a tema differenza d'età The Rational Life e nel dramma fantasy Miss the Dragon.
Nel 2022, la popolarità di Wang è aumentata notevolmente dopo essere apparso in una serie di programmi televisivi di successo. È stato scelto per programmi di varietà come Hello Saturday, condotto da He Jiong, e la seconda stagione del reality show per celebrità Wonderland. La sua fama è cresciuta rapidamente durante e dopo la messa in onda di Love Between Fairy and Devil, in cui la sua interpretazione di Dongfang Qingcang ha ricevuto ampi consensi.
Nel tardo 2022, ha lanciato il suo marchio di moda streetwear D.DESIRABLE. Ha continuato ad interpretare ruoli di rilievo in drammi come la serie storica romantica Unchained Love, la sitcom Never Give Up e il dramma romantico Only for Love nel 2023. Inoltre, ha partecipato al NBA All-Star Celebrity Game del 2024. Oltre alla recitazione, Wang ha mantenuto un interesse per la musica, in particolare per il rap, influenzato dalla cultura musicale del Sichuan. Si è esibito come rapper in varie performance televisive in Cina, oltre che in un concerto dal vivo a Bangkok. I suoi lavori recenti includono la serie fantasy storica Guardians of the Dafeng, già andata in onda, e la prossima serie crime Light to the Night.
Nel gennaio 2025, il film docu-fiction I Dreamed a Dream con Wang, diretto da Wei Shujun, è stato presentato in anteprima al Rotterdam Film Festival. Il film di fantascienza Per Aspera Ad Astra, diretto da Han Yan, con Wang come protagonista, è previsto per l’uscita nel 2025. Nel maggio 2025, Wang è stato annunciato come protagonista del drama storico-fantasy Live Long and Prosper, un adattamento del romanzo xianxia atipico e non romantico di Zhongguan Andu.

## Filmografia

### Cinema
- Look Up and See Joy (抬头见喜S), regia di Gao Wenhan / Guo Zai (2023)
- Per Aspera Ad Astra (星河入梦S),[26] regia di Xu Tianbiao (2025)

### Televisione
- Meteor Garden (流星花园S), regia di Daoming Si – serie TV (2018)
- Ever Night: War of Brilliant Splendours (将夜2S), regia di Ning Que – serie TV (2020)
- The Rational Life (理智派生活S), regia di Qi Xiao – serie TV (2021)
- Miss the Dragon (遇龙S), regia di Yuchi Longyan / Long Yuchi / Long Yan – serie TV (2021)
- Love Between Fairy and Devil (苍兰诀S), regia di Dongfang Qingcang – serie TV (2022)
- Unchained Love (浮图缘S), regia di Xiao Duo – serie TV (2022)
- Never Give Up (今日宜加油S), regia di Bai Mashuai – serie TV (2023
- Youth in the Flames of War (战火中的青春S), regia di Cheng Jiashu – serie TV (2023)
- Only for Love (以爱为营S), regia di Shi Yan – serie TV (2023)
- Guardians of the Dafeng (大奉打更人S), regia di Xu Qi'an – serie TV (2024)
- Light to the Night (黑夜告白S), regia di Ran Fangxu – serie TV
- Live Long and Prosper (咸鱼飞升S), regia di Song Qianji – serie TV